# Élections sénatoriales de 1998 dans le Gers
Les élections sénatoriales dans le Gers ont eu lieu le dimanche 27 septembre 1998. 
Elles ont eu pour but d'élire les sénateurs représentant le département au Sénat pour un mandat de neuf années.

## Contexte départemental
Lors des élections sénatoriales du 24 septembre 1989 dans le Gers, deux sénateurs PS ont été élus, Robert Castaing et Aubert Garcia.
Depuis, tous les effectifs du collège électoral des grands électeurs ont été renouvelés, avec les élections législatives françaises de 1997, les élections régionales françaises de 1998, les élections cantonales de 1994 et 1998 et les élections municipales françaises de 1995.

## Sénateurs sortants
| Sénateur | Sénateur        | Parti | Fonctions lors de l'élection en 1989          |
| -------- | --------------- | ----- | --------------------------------------------- |
|          | Robert Castaing | PS    | Conseiller régional, maire de Lectoure        |
|          | Aubert Garcia   | PS    | Conseiller général, maire de Castéra-Verduzan |

## Présentation des candidats
Les nouveaux représentants sont élus pour une législature de 9 ans au suffrage universel indirect par les 751 grands électeurs du département. 
Dans le Gers, les sénateurs sont élus au scrutin majoritaire à deux tours.
| Candidats | Candidats             | Parti | Principale fonction                                     |
| --------- | --------------------- | ----- | ------------------------------------------------------- |
|           | Robert Castaing       | PS    | Sénateur sortant, conseiller général, maire de Lectoure |
|           | Robert Perussan       | PS    | Conseiller régional, maire de Montesquiou               |
|           | Aymeri de Montesquiou | UDF   | Conseiller général, maire de Marsan                     |
|           | Gérard Dubrac         | DL    | Maire de Condom                                         |
|           | Yves Rispat           | RPR   | Conseiller général, maire de Lupiac                     |
|           | François Pelletan     | FN    | Conseiller municipal d'Auch                             |

## Résultats
| Candidat et parti politique | Candidat et parti politique | Candidat et parti politique | Premier tour | Premier tour | Second tour | Second tour |
| Candidat et parti politique | Candidat et parti politique | Candidat et parti politique | Voix         | %            | Voix        | %           |
| --------------------------- | --------------------------- | --------------------------- | ------------ | ------------ | ----------- | ----------- |
|                             | Robert Castaing             | PS                          | 361          | 48,46        | 368         | 49,33       |
|                             | Yves Rispat                 | RPR                         | 359          | 48,19        | 384         | 51,47       |
|                             | Robert Perussan             | PS                          | 347          | 46,58        | 355         | 47,59       |
|                             | Aymeri de Montesquiou       | UDF                         | 335          | 44,97        | 375         | 50,27       |
|                             | Gérard Dubrac               | DL                          | 41           | 5,50         | 1           | 0,13        |
|                             | François Pelletan           | FN                          | 12           | 1,61         | Retrait     | Retrait     |
|                             |                             |                             |              |              |             |             |
| Inscrits                    | Inscrits                    | Inscrits                    | 751          | 100,00       | 751         | 100,00      |
| Abstentions                 | Abstentions                 | Abstentions                 | 3            | 0,40         | 0           | 0,00        |
| Votants                     | Votants                     | Votants                     | 748          | 99,60        | 751         | 100,00      |
| Blancs et nuls              | Blancs et nuls              | Blancs et nuls              | 3            | 0,40         | 5           | 0,67        |
| Exprimés                    | Exprimés                    | Exprimés                    | 745          | 99,60        | 746         | 99,33       |